# SOCCSKSARGEN
SOCCSKSARGEN là một vùng của Philippines. Vùng nằm ở trung tâm của đảo Mindanao. Tên của Vùng được ghép từ tên của 4 tỉnh và 1 thành phố trực thuộc là Nam Cotabato (SOuth Cotabato), Cotabato, Sultan Kudarat, SARangani và Thành phố GENeral Santos. Trung tâm Vùng là Thành phố Koronadal. Thành phố Cotabato tuy nằm sâu trong tỉnh Maguidanao nhưng là một phần của Vùng SOCCKSARGEN, và dộc lập so với tỉnh này. Tỉnh Maguindanao là một phần của một vùng khác là Vùng tự trị Hồi giáo Mindanao. Toàn bộ Vùng và tỉnh Maguindanao đã từng là các đơn vị hành chính của tỉnh Cotaboto cũ.

## Hành chính
| Tỉnh/Thành phố       | Thủ phủ   | Dân số (2000) | Diện tích (km²) | Mật độ (trên km²) |
| -------------------- | --------- | ------------- | --------------- | ----------------- |
| Cotabato             | Kidapawan | 958.643       | 6.565,9         | 146,0             |
| Sarangani            | Alabel    | 410.622       | 2.980,0         | 137,8             |
| Nam Cotabato         | Koronadal | 690.728       | 3.996,1         | 172,9             |
| Sultan Kudarat       | Isulan    | 586.505       | 4.714,8         | 124,4             |
|                      |           |               |                 |                   |
| Thành phố Cotabato1  | —         | 163.849       | 175,99          | 931,0             |
| General Santos City2 | —         | 411.822       | 492,86          | 835,6             |

^1 Thành phố Cotabato là thành phố độc lập ở tỉnh Maguindanao province, tỉnh này thuộc Vùng tự trị Hồi giáo Mindanao. Chính quyền vùng tự trị cũng đặt trụ sở ở thành phố Thành phố Cotabato.
^2 General Santos City là một thành phố đô thị hóa cao; được tính bên ngoài tỉnh Nam Cotabato.

## Thành phố hợp thành
SOCCSKSARGEN có 3 thành phố hợp thành.
- Kidapawan, Cotabato
- Koronadal, Nam Cotabato.
- Tacurong, Sultan Kudarat